# Formát video souboru
Formát video souboru je typ formátu souboru pro ukládání digitálních video dat na počítačovém systému. Pro zmenšení velikosti souboru se video skoro vždy ukládá v komprimované podobě.
Video soubor se běžně skládá z kontejneru (např. ve formátu Matroska), obsahujícího video data ve formátu kódování videa (např. VP9) spolu s audio daty ve formátu kódování audia (např. Opus). Kontejner může také obsahovat synchronizační informace, titulky a metadata jako např. název. Standardizovaný typ video souboru (nebo v některých případech de facto standard) jako .webm je profilem (podmnožinou) specifikovaným omezením toho, jaký je povolen formát kontejneru, video a audio komprese.
Video a audio zakódované uvnitř kontejneru (tedy ne hlavičky a metadata) se nazývá esence. Program (nebo hardware), který kóduje a dekóduje video nebo audio, se nazývá kodek. K přehrávání nebo kódování video souboru si někdy uživatel musí nainstalovat knihovny s kodeky podle typu kódování videa a audia použitého v souboru.
Dobrým zvykem je, že uživatel podle přípony souboru pozná, který program soubor otevře. Tak tomu je u některých formátů video souborů jako WebM (.webm), Windows Media Video (.wmv) a Ogg Video (.ogv), z nichž každý může obsahovat několik jasně definovaných podtypů formátů kódování videa a audia, čímž je poměrně snadné zjistit, který kodek bude použit k přehrávání. Naproti tomu některé velmi obecné typu kontejnerů jako AVI (.avi) a QuickTime File Format (.mov) mohou obsahovat video a audio v téměř jakémkoli formátu a mít příponu souboru podle typu kontejneru, což uživateli hodně znesnadňuje jen z přípony poznat, který kodek nebo program k přehrání použít.
Knihovny ze svobodného projektu FFmpeg mají velmi širokou podporu kódování i dekódování formátů video souborů. Například Google používá FFmpeg k podpoře velkého množství formátů videí nahrávaných na YouTube. Jedním z velmi rozšířených přehrávačů médií používajících knihovny FFmpegu je svobodný VLC media player, který umí přehrát většinu video souborů, se kterými se koncoví uživatelé setkají.

## Seznam formátů video souborů
| Název                                                                             | Přípona souboru               | Formát kontejneru          | Formát kódování videa                                                      | Formát kódování audia                                                                               | Poznámky |
| --------------------------------------------------------------------------------- | ----------------------------- | -------------------------- | -------------------------------------------------------------------------- | --------------------------------------------------------------------------------------------------- | --- |
| WebM                                                                              | .webm                         | Matroska                   | VP8, VP9                                                                   | Vorbis, Opus                                                                                        | Licenčními poplatky nezatížený formát vytvořený pro HTML5 video. |
| Matroska                                                                          | .mkv                          | Matroska                   | Jakýkoli                                                                   | Jakýkoli                                                                                            | |
| Flash Video (FLV)                                                                 | .flv                          | FLV                        | VP6, Sorenson Spark, Screen video, Screen video 2, H.264                   | MP3, ADPCM, Nellymoser, Speex, AAC                                                                  | Použití komprese H.264 a AAC ve formátu souboru FLV má určitá omezení a tvůrci Flash Playeru doporučují použití formátu F4V. |
| F4V                                                                               | .flv                          | MPEG-4 Part 12             | H.264                                                                      | MP3, AAC                                                                                            | Náhrada za FLV. |
| Vob                                                                               | .vob                          | VOB                        | H.262/MPEG-2 Part 2 nebo MPEG-1 Part 2                                     | PCM, DTS, MPEG-1, Audio Layer II (MP2) nebo Dolby Digital (AC-3)                                    | Soubory ve formátu VOB mají příponu .vob a typicky jsou uloženy ve složce VIDEO_TS na DVD. Formát VOB je založen na formátu MPEG program stream. |
| Ogg Video                                                                         | .ogv, .ogg                    | Ogg                        | Theora, Dirac                                                              | Vorbis, FLAC                                                                                        | |
| Dirac                                                                             | .drc                          | ?                          | Dirac                                                                      | ?                                                                                                   | |
| GIF                                                                               | .gif                          | –                          | –                                                                          | Žádný                                                                                               | Jednoduché animace, neefektivní komprese, žádný zvuk, široká podpora |
| Video alternativy k formátu GIF                                                   | .gifv                         | HTML                       | Jakýkoli                                                                   | Žádný                                                                                               | Není standardizován a není skutečným video souborem v klasickém významu, protože pouze odkazuje na skutečný video soubor (např. .webm), který musí někde separátně existovat. „Soubor“ .gifv je pouze HTML stránka, která obsahuje prvek HTML5 video, kde video nemá zvuk. Jelikož existovaly velké online komunity, které vytvářely díla ve formě krátkých videí bez zvuku ve formátu GIF, byl vytvořen GIFV jako funkčně podobná náhrada s mnohem menšími velikostmi souboru než neefektivní formát GIF. |
| Multiple-image Network Graphics                                                   | .mng                          | –                          | –                                                                          | Žádný                                                                                               | Neefektivní, není příliš používaný. |
| AVI                                                                               | .avi                          | AVI                        | Jakýkoli                                                                   | Jakýkoli                                                                                            | Používá RIFF |
| QuickTime File Format                                                             | .mov, .qt                     | QuickTime                  | Mnoho                                                                      | AAC, MP3, další                                                                                     | |
| Windows Media Video                                                               | .wmv                          | ASF                        | Windows Media Video, Windows Media Video Screen, Windows Media Video Image | Windows Media Audio, Sipro ACELP.net                                                                | |
| Raw video format                                                                  | .yuv                          |                            |                                                                            | | Podporuje všechna rozlišení, vzorkování a snímkové frekvence |
| RealMedia (RM)                                                                    | .rm                           | RealMedia                  | RealVideo                                                                  | RealAudio                                                                                           | Vytvořeno pro RealPlayer |
| RealMedia Variable Bitrate (RMVB)                                                 | .rmvb                         | RealMedia Variable Bitrate | RealVideo                                                                  | RealAudio                                                                                           | Vytvořeno pro RealPlayer |
| Advanced Systems Format (ASF)                                                     | .asf                          | ASF                        | Jakýkoli                                                                   | Jakýkoli                                                                                            | |
| AMV video format                                                                  | .amv                          | Modifikovaná verze AVI     | Varianta Motion JPEG                                                       | Varianta IMA, ADPCM                                                                                 | Proprietární formát video souboru pro MP4 přehrávače a S1 MP3 přehrávače s přehráváním videa |
| MPEG-4 Part 14 (MP4)                                                              | .mp4, .m4p (with DRM), .m4v   | MPEG-4 Part 12             | H.264, MPEG-4 Part 2, MPEG-2, MPEG-1                                       | Advanced Audio Coding, MP3, další                                                                   | |
| MPEG-1                                                                            | .mpg, .mp2, .mpeg, .mpe, .mpv | MPEG-1 part 1              | MPEG-1 part 2                                                              | MPEG-1 Audio Layer I, MPEG-1 Audio Layer I, MPEG-1 Audio Layer III (MP3)                            | Starý, ale široce používaný kvůli instalované podpoře. |
| MPEG-2 video                                                                      | .mpg, .mpeg, .m2v             | ?                          | H.262                                                                      | AAC, MP3, MPEG-2 Part 3, další                                                                      | |
| M4V (formát souboru videí pro iPod a PlayStation Portables vyvinutý firmou Apple) | .m4v                          | MPEG-4 Part 12             | H.264                                                                      | AAC, Dolby Digital                                                                                  | Vytvořený firmou Apple, používaný v iTunes. Velmi podobný formátu MP4 format, ale volitelně může mít DRM. |
| SVI                                                                               | .svi                          | ?                          | ?                                                                          | ?                                                                                                   | Video formát Samsungu pro přenosné přehrávače. |
| 3GPP                                                                              | .3gp                          | MPEG-4 Part 12             | MPEG-4 Part 2, H.263, H.264                                                | AMR-NB, AMR-WB, AMR-WB+, AAC-LC, HE-AAC v1 nebo Enhanced aacPlus (HE-AAC v2)                        | Běžný formát videa pro mobilní telefony. |
| 3GPP2                                                                             | .3g2                          | MPEG-4 Part 12             | MPEG-4 Part 2, H.263, H.264                                                | AMR-NB, AMR-WB, AMR-WB+, AAC-LC, HE-AAC v1 nebo Enhanced aacPlus (HE-AAC v2), EVRC, SMV nebo VMR-WB | Běžný formát videa pro mobilní telefony. |
| Material Exchange Format (MXF)                                                    | .mxf                          | MXF                        | ?                                                                          | ?                                                                                                   | |
| ROQ                                                                               | .roq                          | ?                          | ?                                                                          | ?                                                                                                   | Používaný v Quake 3 |
| Nullsoft Streaming Video (NSV)                                                    | .nsv                          | NSV                        | ?                                                                          | ?                                                                                                   | Pro streamování videa přes internet. |
| Flash Video (FLV)                                                                 | .flv .f4v .f4p .f4a .f4b      | Audio, video, text, data   | Adobe Flash Platform                                                       | SWF, F4V, ISO base media file format                                                                | Vyvinutý pro Adobe Flash Platform |